# Tanec s vášní: Rozbal to!
Tanec s vášní: Rozbal to! (v anglickém originále Center Stage: Turn it Up) je americký taneční dramatický film z roku 2008. Režie se ujal Steven Jacobson a scénáře Karen Bloch Morse. Ve snímku hrají hlavní role Rachele Brooke Smith a Kenny Wormald. Film je sequelem filmu z roku 2000 Tanec s vášní. 
Film měl premiéru v Austrálii 30. října 2008 a 1. listopadu 2008 na americké televizní stanici Oxygen.

## Obsazení
| Rachele Brooke Smith | Kate Parker       |
| Kenny Wormald        | Tommy Anderson    |
| Sarah Jayne Jensen   | Suzanne Von Stroh |
| Nicole Muñoz         | Bella Parker      |
| Christopher Russell  | Sal               |
| Peter Gallagher      | Jonathan Reeves   |
| Ethan Stiefel        | Cooper Nielson    |
| Christian Vincent    | Harris            |
| Daniela Dib          | Allison           |
| Crystal Lowe         | Lexi              |
| Lucia Walters        | Monica Strauss    |
| Harry Shum mladší    | tanečník v klubu  |

## Produkce
Film se natáčel ve Vancouveru v Kanadě.

## Vydání
Snímek měl televizní premiéru ve Spojených státech amerických na stanici Oxygen 1. listopadu 2008. Na DVD byl vydán v lednu 2009. V Austrálii byl uveden do kin v říjnu 2008. 

## Soundtrack
- „Raising the Barre“ – Medusa
- „Balloon“ – Sara Haze
- „Give It All I've Got“ – Bekki Friesen
- „Turn Around“ – Soul P
- „Burnin'“ – Ms. Triniti
- „I Ain't Goin' Nowhere“ – Soul P
- „Num Num“ – The DNC
- „You Should Be Gone“ – Christelle Radomsky
- „Loosen Up“ – Golden ft. Sophia Shorai
- „Mista Ambarosia“ – The Spectaculars
- „Don't Sweat“ – Ms. Triniti
- „Street Ballet“ – Medusa
- „Paper Plane“ – Lucy Schwartz
- „A Part in That Show“ – Chris Joss
- „Act Like You Want It“ – X5 ft. Mr. Fang
- „Inside Outside“ – Miss Eighty 6
- „Swing Baby Swing“ – The DNC
- „Nobody Hot as Me“ – KU
- „Rainmaker“ – Sara Haze
- „Ten Things to Prove“ – Amali Ward
- „You Belong“ – The Skies Of America
- „24“ – Jem

## Sequel
Snímek je sequelem filmu z roku 2000 Tanec s vášní. V roce 2016 měl premiéru další sequel Souboj na špičkách s Nicole Muñoz v hlavní roli .